# Campionato oceaniano maschile di pallamano 2014
Il Campionato oceaniano maschile di pallamano 2014 è stato la 6ª edizione del torneo organizzato dalla Oceania Handball Federation, valido anche come qualificazione al Campionato mondiale maschile di pallamano 2015. Il torneo si è svolto dal 25 al 26 aprile 2014 a Auckland, in Nuova Zelanda. L'Australia ha vinto il titolo per la quinta volta, la terza consecutiva.
Australia e Nuova Zelanda hanno giocato due gare di andata e ritorno per determinare il vincitore.

## Risultati
| Squadra 1     | Totale  | Squadra 2 | Andata  | Ritorno |
| ------------- | ------- | --------- | ------- | ------- |
| Nuova Zelanda | 36 – 54 | Australia | 18 – 22 | 18 – 32 |

### Andata
| Auckland 25 aprile 2014, ore 17:00 UTC+12 | Nuova Zelanda | 18 – 22 (8-15) | Australia | ASB Stadium (3.500 spett.) |

### Ritorno
| Auckland 26 aprile 2014, ore 17:00 UTC+12 | Nuova Zelanda | 18 – 32 (7-19) | Australia | ASB Stadium |